# 目黒陽子
目黒 陽子（めぐろ ようこ、本名同じ／旧姓：滝川、1975年5月29日 - ）は、ライムライト所属のフリーアナウンサー兼ファイナンシャルプランナー。
弟は俳優の滝川英治。また、フリーアナウンサーの滝川クリステルとモデルの滝川ロラン姉弟とは従姉妹（陽子・英治の父親の姉妹がクリステル・ロランの母親）。

## 略歴
大阪府出身。成城学園高等学校、成城大学経済学部卒業。大学卒業後は2001年まで大和証券に勤めていた。
2006年10月から、主婦業に専念するため降板した用稲千春の後任として、讀賣テレビ放送「ウェークアップ!ぷらす」（土曜日8:00～9:25）のサブキャスターに就任したが、1年で降板した。
2009年6月24日に長女を出産。現在は夫の仕事の都合で長崎県在住。

## 出演番組

### 過去
- お元気ですか日本列島（NHK 、2004年4月～2006年3月）
- BSニュース50（NHK 、2004年4月～2004年9月）
- ウェークアップ!ぷらす（ytv、2006年10月7日～2007年9月29日）